# アダルトグッズショップ
アダルトグッズショップとは、アダルトグッズを中心に販売する店。「アダルトショップ」「ポルノショップ」とも呼ばれる。

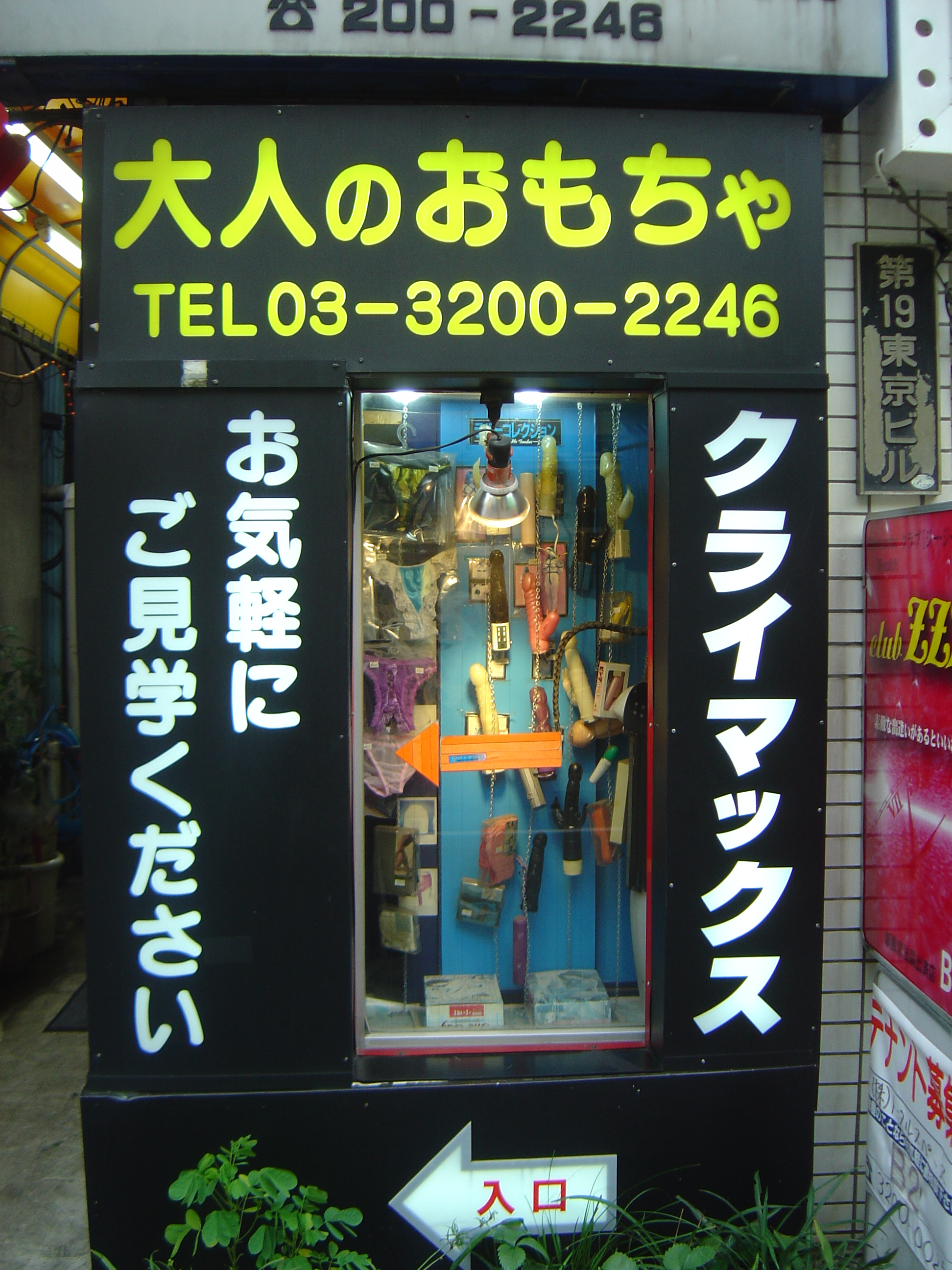
東京のアダルトショップ

## アダルトショップ近代の歴史
アダルトグッズを考察するとき、最も重要かつ切り離せない部分は、その販売方法である。
ここではアダルトショップ近代の歴史として「近代〜インターネット誕生前夜」までの発展と移り変わりを解説する。

### 戦後 〜 昭和の時代
「大人のオモチャ屋」という呼称は、1964年東京オリンピック前（昭和30年代初頭／売春防止法と同時期）から使われるようになった。
街道沿いやターミナル駅周辺の裏道、温泉街や歓楽街などにひっそりと存在する店舗で、主に電池駆動式のバイブレーターや性交補助器具ほか、淫具や媚薬、ブルーフィルム(8ミリ投影機用エロ映画)や猥褻画、海外ポルノ雑誌やSM雑誌等を販売していた。
特に、昭和47年に誕生した「熊ん子」と、それに続く挿入型バイブの隆盛は広く好事家に受け入れられ、アダルトマーケットの拡大に大きく貢献した。
電気マッサージャーや媚薬類の取り扱いは薬事法による制約があったため、線引きの微妙な商品を扱うこの業界は、ポルノ規制とともに公安警察からの圧力も多く、どこの店主も非常に警戒心が強かった。
「大人のオモチャ屋」は全て外から中を覗けない造りで（風俗営業法による指導もあった）、客と店主あるいは客どうしでお互いの顔が見えないよう、店内を薄暗くする四目屋以来の習慣もあったので、暗い店内に目つきの鋭い店主が睨みを利かすイメージは、繁華街にあろうとも「気軽さとは対極の雰囲気」を放っていて、入店するには屈強な男性ですら覚悟を決める必要に迫られる場所だった。
薄暗い店内に陳列された商品には使用法はもとより、価格表記さえ無いのが普通で、使用法の説明を求めたり商品を手に取ったりできる雰囲気とは程遠い状況下で、「値段は客を見て決める」「何も買わずには帰さない」といった無言の脅迫感に怯える、一種異様な空間だった。
また東京や大阪の比較的大きな店舗は、三流男性雑誌に広告を掲載して（二流雑誌までは掲載を認めなかった）通販も行っていた。

### 他業種との融合

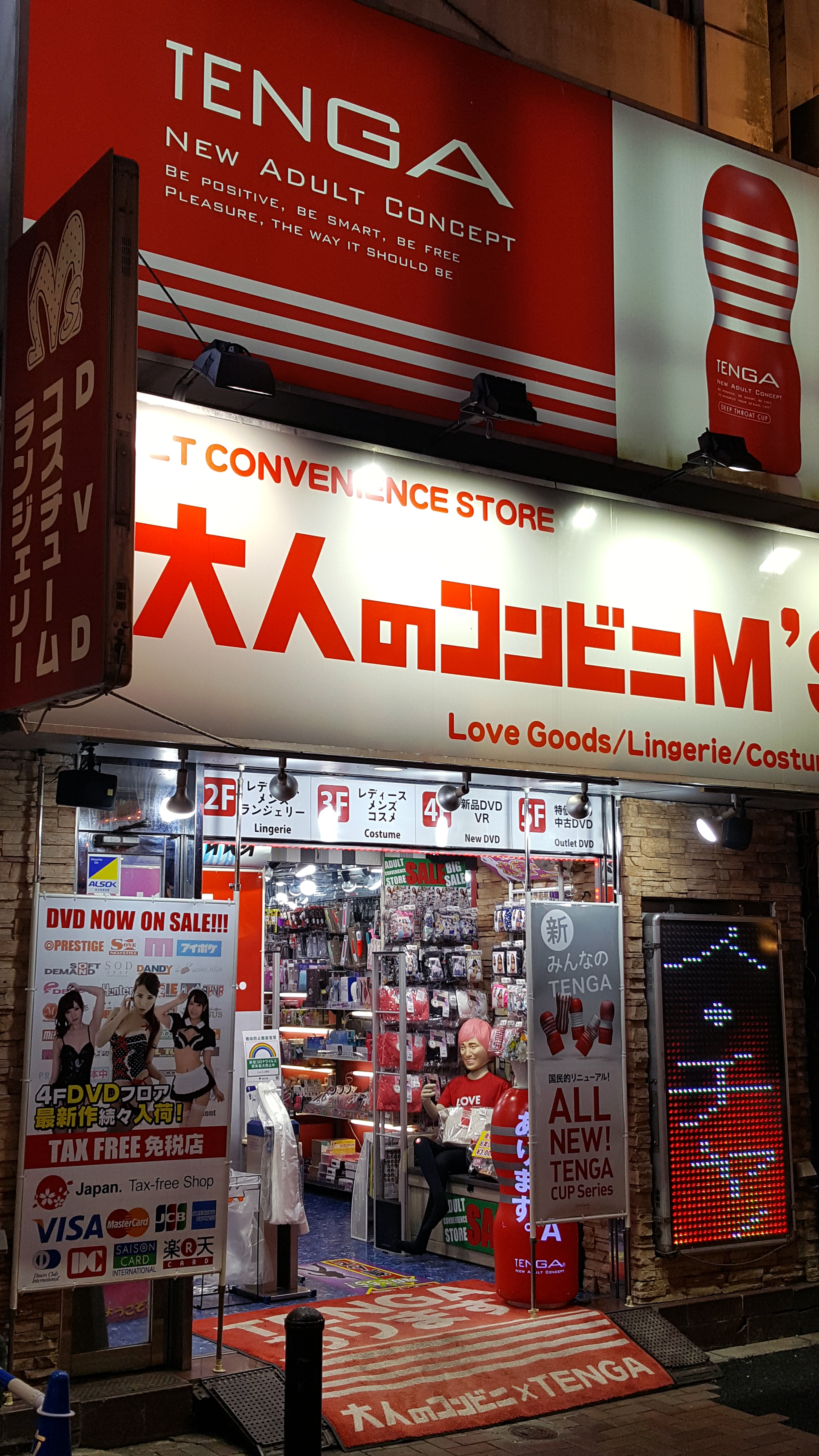
大人のコンビニM'S（上野店、2020年）

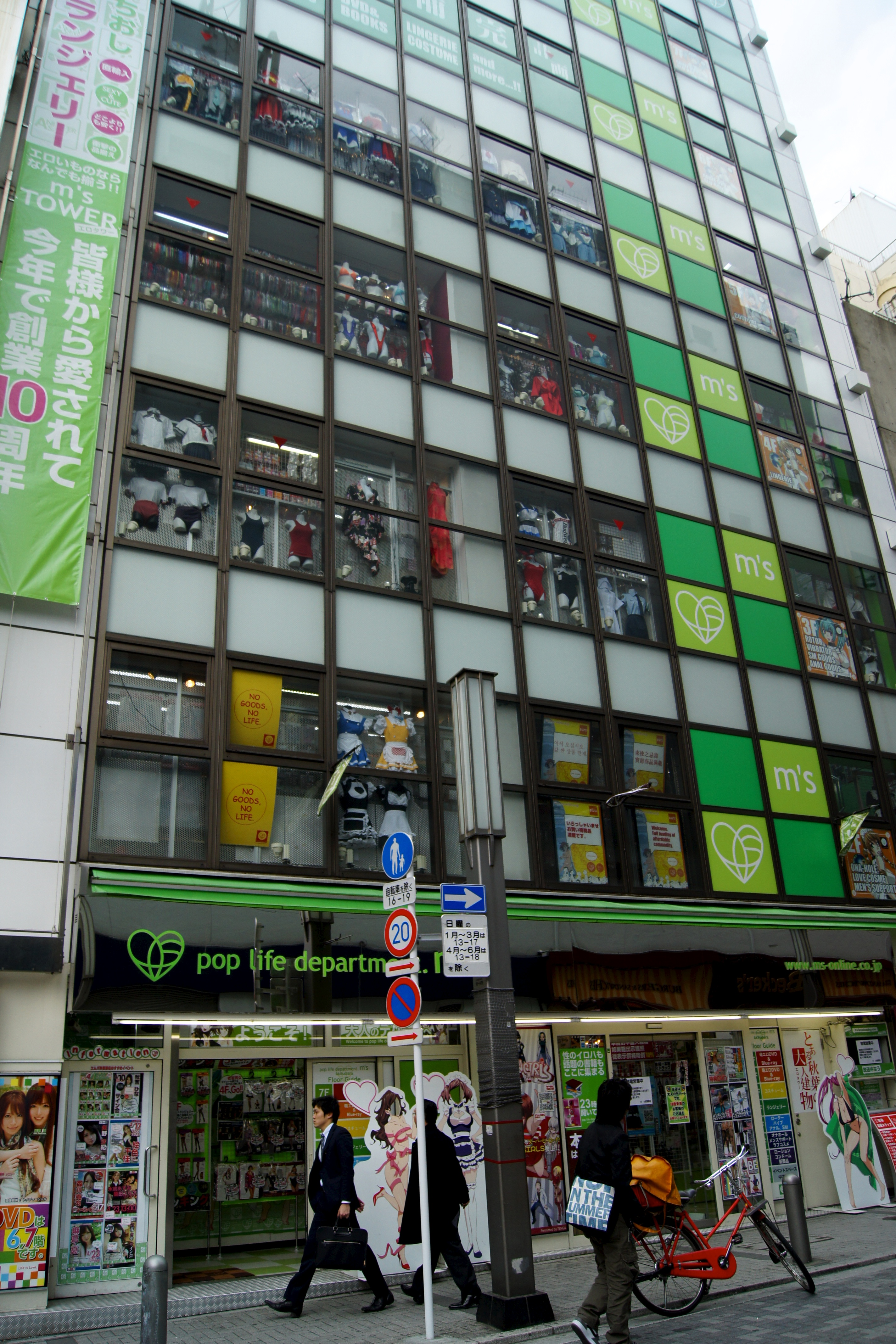
pop life department. m's（大人のデパート エムズ）秋葉原店（2011年）
ビル全フロアでコスプレ用品を含むアダルトグッズを扱う

昭和40年代の後半頃から、世間にはヌードページを売りとしたグラフィカルなエロ系雑誌が蔓延するようになったが、流通経路と利益率の違いから出版社が発行する「エロ雑誌」は「大人のオモチャ屋」にはほとんど並ばなかったため、ビジュアル面での品揃えに関しては、街中の小型書店にさえ及ばない時代が長期間続いた。
この潮流を境に日本のポルノは、外人の裸から日本人の裸へ移行し、ポルノという言葉も風化してゆく。
一方、昭和53年頃から神田神保町を起点に発生した息の長い「ビニ本ブーム」は、日本中の繁華街に「ビニ本屋」を増殖させながら、その後の「レンタルアダルトビデオブーム」、「裏本ブーム」へと発展する過程において、一斉摘発や風営法による締め付けをくぐり抜けながら、既存の「大人のオモチャ屋」と新勢力の「ビニ本屋」を融合させる流れを生んでいった。
新製品に乏しかった大人のオモチャ業界は利幅が薄くも需要の多いビジュアル系商材を、薄利多売傾向が目立ってきたビニ本AV業界は利幅の魅力的なオモチャ系商材を、それぞれ取り込んで顧客の囲い込みに努めた結果、アダルトショップ入店時の「命がけ」的イメージは徐々に薄らいでいった。
2000年代までに都心部では一部ショップが店頭に雑貨を置くなどして路面店に進出。後述する女性客を意識し、猥雑さを取り払い明るい清潔な雰囲気に改装する店舗もある。またアダルトグッズ制作会社による直営店（アンテナショップ）もオープンしている。

### 女性市場の誕生
さて、江戸時代後期の四ツ目屋から400年来脈々と続く「未成年お断り店舗」の長い歴史の中で、世間に最大のインパクトを与えたのは、1993年、 渋谷に突如誕生した「女性専門 アダルトショップ キュリウス」である。
「女性はオナニーをしない」という定説がまかり通っていた1990年代初頭、「性的快楽の主導権は自分たちで握る」「恋愛から切り放してSEXや自慰を愉しむ」というショッキングな提案を掲げたキュリウスは、多くの女性から後押しを受け、連日のテレビ番組や多数の女性ファッション誌、さらには一般情報誌から経済誌までに繰り返し取り上げられ、何世紀にも渡って続いた男性主導のセックス観を、まさに一夜にして覆す結果を生んだ。
自ら「セックスブティック」と名乗る店舗は、アジア最大の流行発信地区「渋谷センター街」の一角にありながら、路面でも地下でもなくオフィスビルの最上階（いわゆる空中店舗）という、店舗としては考えられない立地条件を持ち、これを「女性顧客の安全利用を図るため」として「看板や広告をも廃した秘密スタイル」と「男性客お断り」を徹底する事で、メディアと口コミの力を最大に利用し、開業2年目にして30万人を越える顧客を得たと言われている。
とはいえ、キュリウスの商品の多くは従来の男性向け市場とは全く変わることなく、実際に訪れるお客も、女性店長やまた女性客を目当ての男性客がほとんどだったと思われる。
本格的に女性向けの市場が開拓されていったのは、1996年に「Pラビア」というバイブが登場してからである。このバイブレーターはフェミニストでもある北原みのりが創ったバイブレーターで、日本では初めて女性が創った女性のためのバイブレーターとして話題になった。
北原はその後、「ラブピースクラブ」という女性向けのショップを設立した。経営からスタッフまで全て女性だけで運営するアダルトショップはこのラブピースクラブが日本では初めてであった。
2018年には期間限定ではあるものの、大丸梅田店が百貨店として初めて女性向け女性向けアダルトグッズコーナーを作り話題となった。

### 現在
近年目立つのは女性下着やコスプレ衣裳等衣類販売である。
特筆すべきはブルセラショップ同様使用済みの女性下着を売っている点である。女性自身が小遣い欲しさに買取り業者に持ち込んだり、直接女性の未洗濯の脱ぎたての物を買い取った物がある。中にはコインランドリーや海の家の忘れ物(下着だけでなく水着や衣服も入っている。)もある。更に人妻や熟女、女児(ジュニアブラジャーがある場合もあるが大概はパンティで、ロリパンやろりぱんちゅと称される。)、女子高生と言った特定の女性の下着を詰め合わせたマニア垂涎の商品もある。洗っていない下着は不衛生で良い物ではないが未洗濯の下着、特にパンティは膣の匂いが染み付いており膣の匂いを嗅ぎたいマニアに人気等需要がある。通常衣類を扱うリサイクルショップでは衛生面から下着類は新品の物しか買い取らない為、使用済みや未洗濯の下着が買い取られて流通するのはアダルト業界特有であり、アダルト業界が如何に異様であるかを物語っている。
また、女装男子向けの所謂男の娘用のコスプレアイテムも置いてある。
かつてゲームセンターでプライズゲームの景品にもなってた下着(パンティ)は現在、法律で景品にする事を禁じられた。しかし、アダルトグッズショップに設置されたプライスゲームでは性具等アダルトグッズと共に景品になっている。
自販機本から始まり、下着や性具まで販売対象になったアダルト系自動販売機は青少年の健全育成の為、街中から撤退。田舎の道沿いや民家のない場所に残るのみとなるが、インターネット通販が台頭し、容易に買える様になる。とは言え、インターネット通販は様々なトラブルの懸念、同居家族がいる者だと、自身の留守中に注文品が配達された時に代わりに受け取ってもらう事に抵抗がある(Amazonだと指定すればコンビニや専用ボックスで受け取る事も可能だが)と言う面でリスクがあり、安全で且つ何の懸念もなく品物を直ぐ手に出来るアダルトグッズショップの果たす役割は大きい。アダルトグッズ専門店

## その他

### バイオニックジェリー
1994年に日本初の「医薬品専門の個人輸入代行業」バイオニックジェリー "Bionic Jelly.lab" を開業したのは、キュリウスのオーナー田中雅章。独自の視点と行動力で存在しなかったマーケットを開拓し、それを独占する才覚はここでも存分に活かされた。
現在インターネット上に存在する「医薬品輸入代行業」は全て、"Bionic Jelly.lab"が発明した手法を踏襲していると言える。
メキシコに本社を置き、抗うつ薬とスマートドラッグ、アンチエイジング薬等を多くの顧客に届けてきたが、2002年から営業活動を停止している。

### バイアグラ
ファイザーが「VIAGRA」をアメリカ合衆国に市場投入したのは1998年4月、厚生省が規制緩和政策に本腰を入れたのは1999年暮れの事である。